# LHA
LHAとは、ファイルの圧縮とアーカイブを行うソフトウェアのひとつ。また、圧縮ファイルの形式はその拡張子からLZHと呼ばれる。ここではLZH形式についても述べる。

## プログラム
LHAの、アルゴリズムは奥村晴彦と吉崎栄泰により、実装は吉崎栄泰による。1988年にパソコン通信で公開した。
登場当時はLHarc（）という名前で、1991年頃に全面的に作り直したのに併せLHAに改称した。当初はLHに改称の予定で、実際にバージョン2.00はLHとして公開したが、MS-DOSバージョン5.0の内部コマンドLOADHIGHの略称LHと被ったためLHAとした。ごく初期には「LHx/LHa」という名称・表記だった。
発音は、初期バージョンではLHAを「ラー」とすると作者による説明があったが、後期バージョンではその説明はない。また、RARとの混同を避けるためにも、「エルエイチエー」「エルハ」等といった発音が大勢である。

## フォーマット
LZH形式の圧縮アルゴリズムは、LZSS法で圧縮したデータをさらにハフマン法を用いて圧縮するLZHUFアルゴリズムを用いる。LZHUFは奥村晴彦のLZARI（LZSS + 算術符号）の効率を向上するために吉崎栄泰が考案したものである。
LZSS法ではスライド窓や最大一致長を大きく取るほどに圧縮率の向上が見込めるが、一方でむやみに大きくすると最長一致列の探索に時間がかかり、また多くのメモリも必要になる。このため初期の版ではスライド窓や最大一致長の大きさは小さくとられていたが、探索アルゴリズムの改良やコンピュータの性能向上などにより、次第に大きな値が採用されるようになった。
LZH圧縮形式は大きくlh0、lh1、lh4/5/6/7に分けられる。
圧縮率を高めたlh6/7方式が公開されているが、開発途中ということで同形式を使ったファイルの配布は推奨されていない。

### lh0形式
lh0形式は一切の圧縮を行わない。可逆圧縮では圧縮前よりも圧縮後のデータの方がサイズが大きくなる場合があり、lh0形式はそれを避けるために使用される。ユーザーが意図してこの形式を使う場合は、ファイルの破損のチェックに使ったり、複数のファイルをまとめるだけのアーカイバとして利用される。

### lh1形式
lh1形式のスライド窓の大きさは4Kバイト、最大一致長は60バイト。文字と一致長は動的ハフマン法で符号化されるが、一致位置はハフマン法を用いずに符号化される。LHarc 1.xではこの形式。

### lh4/5/6/7形式
各形式はスライド窓の大きさのみが異なり、それぞれ4K/8K/32K/64Kバイトである。最大一致長は256バイト。
圧縮データの展開速度の向上を目的として、符号化がlh1形式の動的ハフマン法から静的ハフマン法に変更されている。また、一致位置も、文字、一致長とは別にハフマン法で符号化される。

### MacLHA形式
「MacLHA」（旧MacLHarc）はMacintosh(Mac OS)のファイルシステム上のファイルを、LHA形式で圧縮するフリーソフトとして、石崎一明によって開発され配布されたフリーウェア。当時一般的であった他のアーカイバ（StuffItおよびCompact Pro）はシェアウェアであったり、クロスプラットフォームでなかったりしたため、国内では広く使われた。基本圧縮アルゴリズムはMS-DOS用のLHAと同じだが、Mac OSのファイルシステムで使用されるリソースフォークを含んだ状態で圧縮する為にMacBinary形式にエンコードするという機能が加えられている。このため、MacLHAの圧縮ファイルはMS-DOSやWindows上のLHA及び互換ソフトでは正常に展開する事ができない。また、ソフトウェア次第ではMacで解凍してもMacBinary形式のファイルが出てくるという事態も起こる。実際、StuffIt Expanderで解凍を行った場合はMacBinaryをデコードしないため混乱したユーザは多い。この場合、出てきたファイルを再度StuffIt Expanderに通せばMacBinaryがデコードされる。
この回避策としてMacBinaryに変換せずに圧縮するオプションが付随しているが、この方法で圧縮した場合、逆に解凍時にMac OS (Classic Mac OS) ではファイル識別が出来ない状態になる。それが実行ファイルであった場合、正常に起動できなくなる場合もある。これを防ぐため、バージョンによっては、このオプションを有効にしてリソースフォークを含むファイルを追加しようとすると、MacBinaryで保存するか、データフォークのみ保存するか（リソースフォークとFinder情報は失われる）、処理を中止するかの選択を促すダイアログが表示される。

## 経緯

### MS-DOS時代
LHAとLZH形式は、1988年の登場以来、パソコン通信やフロッピーディスクでのデータやり取りが主流の時代に重宝されて、MS-DOSのみならず各種のOSに移植されて発展を続けた。ZIP形式アーカイブを作成するためのPKZIPが有料のシェアウェア（展開用のPKUNZIPは自由ソフトウェアであった）だったこともあり、日本国内はもとより海外でも広く使われるようになった。例えば、id Softwareの初期のゲームであるDOOMとQuakeのインストーラの圧縮形式として採用されている。1990年代にハードディスクやインターネットが広く普及する時代となっても、日本国内では事実上のデータ圧縮の標準的な形式として浸透していた。海外でLHAが標準的な圧縮形式として普及したケースとしてはAmigaがある。

### Windows 時代
MS-DOSの後継OSであるWindowsへの対応としては、1995年にNIFTY-Serve上でバージョン3.0に向けたテスト版の位置づけでバージョン2.67が公開された。しかし作者である吉崎栄泰の本業（医師）が忙しくなったためなのか、これを最後に新バージョンは公開されておらず、LHAならびにLZH形式の開発は中断している。このためWindowsでは、すでに公開されているソースコードや仕様を元に他の人物が開発したアプリケーション（unlha32.dll、Lhaplus、Lhasa、+Lhacaなど）によってLZH形式の圧縮・展開が行われた。バージョン2.67はEXE形式として提供されたが、正式バージョンである3.0ではエンジン部分のみをDLLとして提供する構想だった。結果的にその役割はMicco作のUnlha32.dllが担うことになる。
21世紀に入ってからも2000年代前半頃まで日本のインターネット上では多用されていたが、他の形式の方が圧縮率で上回ることが多くなった他、ファイル名にUnicodeが含まれたデータを扱えないこと、暗号化機能がないなど不便さが目立ち、またZIP形式の圧縮復元機能がMac OS XやWindows MeおよびWindows XP以降に内蔵されたことにより、ZIPがデファクトスタンダードとなった。
ただし、LZHアーカイブを展開する需要は、既存のアーカイブ（特に日本産オンラインソフトウェア）の展開など依然存在している。このためWindows XPの「Webサービスを使用して適切なプログラムを探す」機能では、LZHによるものが常に最多だったという。それを受けてマイクロソフト社はLZH展開アドオン「Microsoft 圧縮 (LZH 形式) フォルダ」（Windows XPおよびWindows Server 2003用）を正式に配布し、日本語版のWindows 7ではZIP形式と同様に「圧縮フォルダ」として利用できるようになった。ただし、いずれもLZH形式での圧縮機能は搭載されておらず、圧縮には別途ソフトが必要となる。また、WinRAR、PeaZip、7-Zipなどの海外製のアーカイブツールでもLZHに対しては解凍のみ対応している場合が多い。

### エピソード
日本では、アーカイブから中のファイルを取り出したり、圧縮データを展開（伸張）すること（たいていの人が識別できず、混同している）を「解凍」と呼ぶことが多いが、これはLHAのマニュアルを通して広まった、という面がある（当時のパソコン通信に参加した人数はそれほど多くなかったが、LHAはフリーソフト等を使うために必須のツールとなったため、雑誌の付録ディスクなどを通して、多くの人が入手したツールとなった）。アーカイブへの格納（同時に圧縮するかもしれない）は「凍結」と呼んでいる。なお、英語メッセージも同様に、meltとfreezeとなっている。LHAの開発にも関わっている奥村晴彦によればこの意味の「解凍」という表現自体は、LHAより古くからパソコン通信で広く使われていた。

## LZH形式の使用中止の呼びかけ
対応ツールの1つであるUnlha32.dllの作者は、アンチウイルスソフトの多くが一部のLZHアーカイブ（新しい圧縮形式、巨大な拡張ヘッダー、多数の拡張ヘッダーのいくつか）を正しく検疫できないことを2006年に発見し、情報処理推進機構や各セキュリティベンダーに報告した。しかしZIPやCABといった他の形式では同様のケースに対応しているのにLZHについては4年後の2010年になっても対応が進まないことから、6月5日にLZH形式の利用を控えるよう呼びかけを行っている。
これを受けて、ベクターがLZH形式での新規受付を中止している。
この問題はLHAおよびLZH形式そのものの脆弱性ではない（問題点はアンチウイルスソフトがLZHに完全に対応しない点である）ものの、LZH形式に含まれるマルウェアをアンチウイルスソフトが検出できないケースが存在するため、注意が必要となる。
日本語版Windows 7から標準搭載されるようになったLZHの展開機能は引き続きWindows 10にも標準搭載されたが、2017年4月にリリースされたWindows 10 Creators Update以降、この機能は削除されている。